# نیل گیمن
نیل ریچارد مک‌کینون گِی‌مِن (به انگلیسی: Neil Richard Gaiman) (زاده ۱۰ نوامبر ۱۹۶۰-) نویسنده داستان کوتاه، فیلم‌نامه‌نویس، رمان‌نویس، خالق کتاب کامیک، رمان گرافیکی، تئاتر صوتی و فیلم انگلیسی یهودی سبک‌های علمی-تخیلی و خیال‌پردازی است. او در حال حاضر با موسیقی‌دان آمریکایی آماندا پالمر ازدواج کرده‌است و ساکن آمریکاست. 
وی موفق به کسب جوایز متعددی شامل جایزهٔ جایزه‌های هوگو، نبولا و برام استوکر، و همچنین نشان نیوبری شده‌است.
از آثار قابل توجه او می‌توان به مجموعه کتاب‌های کامیک سَندمن، و رمان‌های گرد ستاره، خدایان آمریکایی، کورالاین و کتاب گورستان اشاره کرد. او سردبیر مجلهٔ ابدی‌های مارول کمیک برای دورهٔ اول هم هست. از بین آثار وی داستان کوتاه هیولا، کتاب گورستان و کورالاین به فارسی ترجمه شده‌اند.

## آثار
- سَندمن
- خدایان آمریکایی
- کورالاین
- کتاب گورستان
- گرد ستاره
- فال نیک
- ناکجا
- ناندور فودور و خدنگ سخنگو